# Copa Master de CONMEBOL
La Copa Master de CONMEBOL est une ancienne compétition sud-américaine de football organisée par la CONMEBOL et qui opposait les vainqueurs de la Coupe CONMEBOL.
La compétition n'a connu qu'une seule édition, en 1996, disputée à Cuiabá, au Brésil. Elle est remportée par le São Paulo FC qui s'impose en finale avec un autre club auriverde, l'Atlético Mineiro. C'est l'attaquant de São Paulo, Almir, qui termine meilleur buteur de l'épreuve avec cinq réalisations.

## Clubs participants
Les clubs vainqueurs des quatre premières éditions de la Coupe CONMEBOL participent à la compétition :
- Atlético Mineiro, vainqueur en Copa CONMEBOL 1992
- Botafogo FR, vainqueur en Copa CONMEBOL 1993
- São Paulo FC, vainqueur en Copa CONMEBOL 1994
- CA Rosario Central, vainqueur en Copa CONMEBOL 1995

## Résultats

### Demi-finales
| Entraîneur :   |
| Muricy Ramalho |

| Entraîneur :  |
| Marinho Peres |

| Entraîneur :   |
| Muricy Ramalho |

| Entraîneur :  |
| Marinho Peres |

| Entraîneur :     |
| Procópio Cardoso |

| Entraîneur :    |
| Ángel Tulio Zof |

| Entraîneur :     |
| Procópio Cardoso |

| Entraîneur :    |
| Ángel Tulio Zof |

### Finale
| Entraîneur :   |
| Muricy Ramalho |

| Entraîneur :     |
| Procópio Cardoso |

| Entraîneur :   |
| Muricy Ramalho |

| Entraîneur :     |
| Procópio Cardoso |